# Urwisko (dopływ Cichej)
Urwisko – potok, prawy dopływ Cichej o długości 4,55 km.

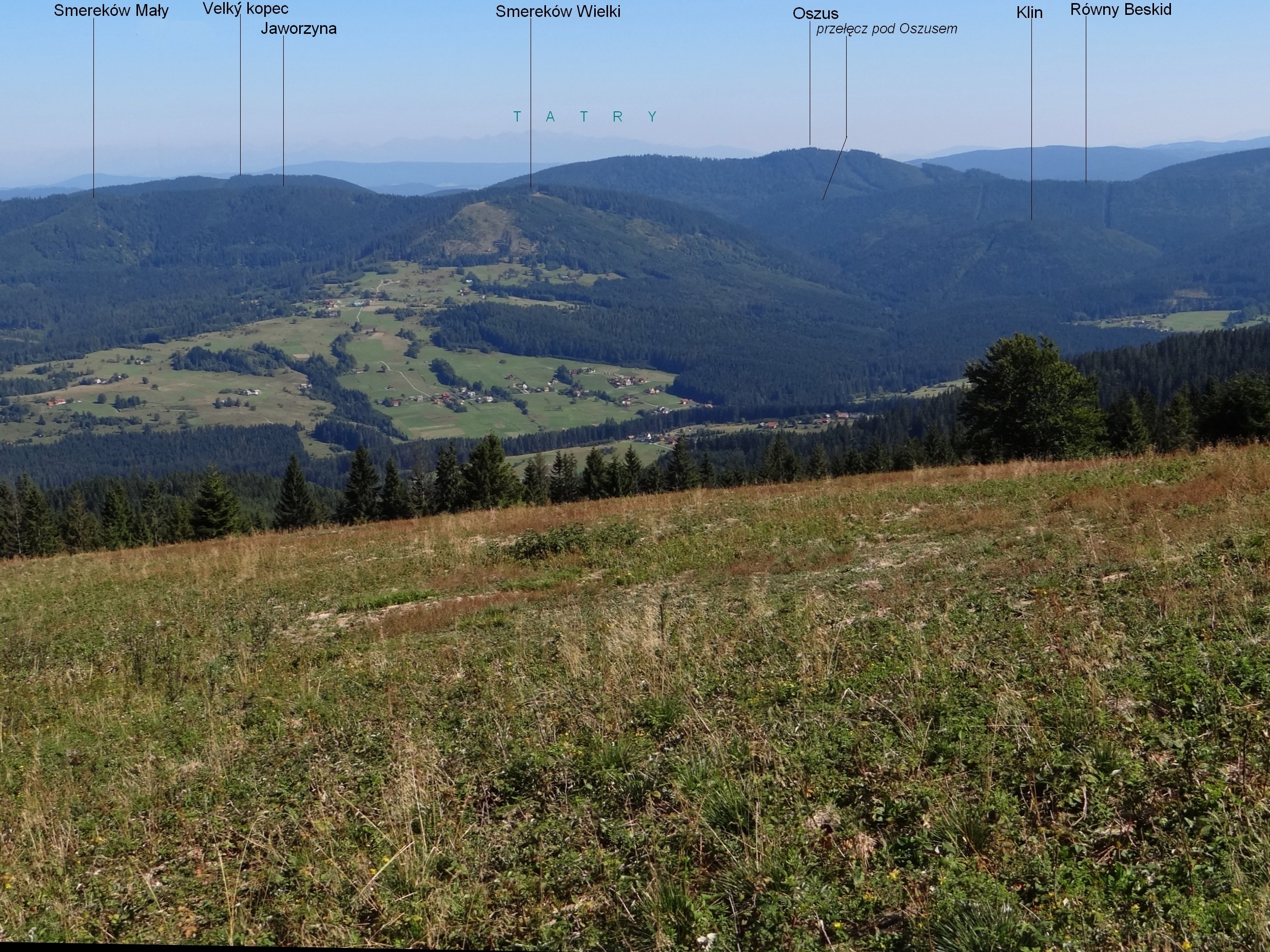
Widok z Hali na Muńczole na dolinę potoku Urwisko (pod Oszusem)

Potok płynie w Grupie Oszusa w Beskidzie Żywieckim. Jego źródła znajdują się na zachodnich stokach Oszusa, ale zasilany jest przez liczne potoki spływające z zachodnich i północnych stoków granicznego polsko-słowackiego grzbietu na odcinku od Beskidu Bednarów (1093 m) po Jaworzynę (1052 m). Najwyżej położone źródła znajdują się na wysokości około 1040 m. Spływa w północno-zachodnim potoku i na wysokości około 650 m uchodzi do potoku Cicha. Cała zlewnia Urwiska znajduje się w obrębie miejscowości Soblówka. w całkowicie zalesionych górach. W górnej, źródliskowej części potoku, na zachodnich stokach góry Oszus znajduje się rezerwat przyrody Oszast chroniący dobrze zachowany fragment dawnej Puszczy Karpackiej.